# Sérgio Paese
Sérgio Paese (Curitiba, 15 de dezembro de 1975) é um automobilista brasileiro.

## Trajetória esportiva

### Início
Paese iniciou a carreira em 1994, disputando a EFDA Nations Cup juntamente com Tony Kanaan. No mesmo ano, competiu na Fórmula Chevrolet Brasil, onde permaneceria até 1995, quando passou a correr na Fórmula 3 Sul-americana. Nesta última, foi considerado pelo seu então companheiro de equipe, Pedro Muffato, responsável por um acidente quase fatal na etapa de Cascavel. O acidente provocou fratura nas costelas e na bacia, deixando Muffato 17 dias em coma.
Após das temporadas, inscreveu-se para três corridas da Fórmula 3000 em 1996, abandonando em duas e não se classificando para o GP de Enna-Pergusa. Em seguida, mudou-se para os Estados Unidos, competindo na Indy Lights até 1998, com desempenho razoável - conquistou duas pole-positions, duas voltas mais rápidas e três pódios.

### Participação na CART barrada
Em 1998, Paese chegou a ser oficializado como substituto do norte-americano Dennis Vitolo na Payton/Coyne. Ele disputaria a etapa de Mid-Ohio, porém a CART, na pessoa do chefe dos comissários Wally Dallenbach, barrou sua participação na corrida, alegando "riscos desnecessários" corridos pelo paranaense na corrida de Trois-Rivières, válida pela Indy Lights. Surpreendido com a decisão, Paese havia depositado um terço da quantia que os patrocinadores pagariam para que ele corresse a citada etapa de Mid-Ohio e também a prova de Elkhart Lake. Para seu lugar, a Payton/Coyne escalou o também brasileiro Gualter Salles. Ele chegou a pleitear uma vaga para a temporada de 1999, mas não conseguiu encontrar uma equipe para correr e decidiu interromper a carreira de piloto.

### Interrupção da carreira e presença na Stock Car
Após quatro anos parado, Paese voltou a correr em 2003, desta vez na Stock Car Brasil, representando a equipe Salmini Racing durante o campeonato inteiro e terminando-o em 22º lugar. Voltou em 2005, desta vez com a Greco Motorsport, e agora para correr apenas o GP de Jacarepaguá, em 19 de junho. Terminou a prova no 15º lugar entre 37 carros participantes, pilotando o Chevrolet Astra número 47 . No mesmo ano, encerrou a carreira com apenas 29 anos.